# Bjørn Fongaard
Bjørn Fongaard (né à Oslo le 2 mars 1919 et mort à Oslo le 26 octobre 1980) est un guitariste et compositeur norvégien de musique contemporaine. Adepte de la microtonalité, il a adopté un système de notation expérimental, qui a porté préjudice à sa popularité. Il a fabriqué une guitare microtonale et laissé de très nombreuses œuvres.

## Œuvres
- Galaxy op. 46
- Homo Sapiens op. 80
- Genesis
- Sinfonia Microtonalis op. 79
- Orchestra Antiphonalis
- Symphony of Space
- Universum
- Mare Tranquilitatis
- 23 concertos for piano et orchestre 0p. 118
- 12 concertos pour instrument solo et orchestre op. 120
- 21 quartets à cordes op. 123
- 57 sonates pour instrument solo op. 125
- 41 concertos pour bande magnétique et instrument solo op. 131